# Lladó (kommunhuvudort)
Lladó är en kommunhuvudort i Spanien.   Den ligger i provinsen Província de Girona och regionen Katalonien, i den östra delen av landet, 600 km öster om huvudstaden Madrid. Lladó ligger 199 meter över havet och antalet invånare är 580.
Terrängen runt Lladó är platt åt sydost, men åt nordväst är den kuperad.Runt Lladó är det glesbefolkat, med 17 invånare per kvadratkilometer. Närmaste större samhälle är Figueres, 12,3 km öster om Lladó. 